# César Augusto Bunge
César Augusto Bunge ( 9 de noviembre de 1918- 25 de abril de 2002) fue un abogado y dirigente empresarial argentino nacido en España. Ocupó diversos cargos en la administración pública. Durante el gobierno de facto de Eduardo Lonardi estuvo al frente del ministerio de comercio.

## Carrera
Entre 1943 y 1948 cumplió funciones en varias organismos estatales como el Ministerio de Agricultura, la Secretaría de Industria y Comercio, el Banco Central y el Ministerio de Relaciones Exteriores, en este último realizó gestiones diplomáticas tendientes a la eliminación de las trabas comerciales impuestas por los países más desarrollados. Siendo delegado argentino en las Naciones Unidas, promovió políticas para el desarrollo de los Naciones más postergadas. Durante una asamblea de la Comisión Económica de la ONU manifestó que «la solución del déficit mundial de hambre es mucho más importante que la del déficit de dólares».
Durante la segunda presidencia de Juan Domingo Perón, entre 1953 y 1954 ejerció como consejero en asuntos económicos de la embajada argentina en Estados Unidos. La disputa entre Perón y la Iglesia Católica lo motivó a apartarse de la función pública.
En 1955, retornó a la Argentina desde Perú, asumiendo como ministro de Comercio del gabinete del dictador Eduardo Lonardi. Durante el cargo, colaboró con Raúl Prébisch (director de la CEPAL y asesor de Lonardi), en la elaboración de un informe preliminar sobre la economía argentina y un conjunto de propuestas que fueron presentadas al gobierno de facto.
En mayo de 1959, durante el gobierno de Arturo Frondizi, fue designado secretario de Finanzas. Buscó eliminar los controles de precios y promovió la venta paulatina de las empresas públicas. En 1962, cuando Álvaro Alsogaray era ministro de Economía, coordinó la implementación de un plan de emergencia.
Como secretario de Hacienda durante el gobierno de facto de Juan Carlos Onganía, trabajó en el diseño de la política tributaria.
En el ámbito privado integró el directorio de varias empresas, entre ellas la Compañía Ítalo Argentina de Electricidad. También fue abogado y titular del grupo económico de su familia, Bunge & Born. Ejerció la profesión de abogado en el Banco Tornquist.
En 1975 fue incorporado a la Academia Nacional de Ciencias Económicas.

## Obra
- El mundialismo: una doctrina para la Argentina del futuro (1972).[7]